# Koty za płoty
Koty za płoty – jedyny longplay zespołu Tropicale Thaitii Granda Banda.
Album został wydany pierwotnie na płycie analogowej w roku 1973, nakładem wytwórni Pronit. Doczekał się reedycji na CD, który to materiał z tej płyty stanowi też większość nagrań umieszczonych na składance z serii "Niepokonani".

## Lista utworów
źródło:.
Strona 1
1. "Robotna Frania" (muz. i sł. Z. Raj)
2. "Ballada łazienkowa" (muz. Z. Raj, sł. M. Pacuła)
3. "Halo! Czy ci ze mną?" (muz. Z. Raj, sł. T. Regnecki)
4. "Na chorobowem" (muz. Z. Raj, sł. L. J. Kern)
5. "Marzenia szalonego elektroakustyka" (muz. Z. Raj, sł. T. Regnecki)

Strona 2
1. "Wieczór w altanie" (muz. i sł. Z. Raj)
2. "Raz na spacerze" (muz. Z. Raj, sł. L. J. Kern)
3. "Superprotestsong - Nie chcemy!" (muz. Z. Raj, sł. B. Miecugow)
4. "Małe oratorium piosenkologiczne" (muz. Z. Raj, sł. T. Regnecki)
5. "Koty za płoty" (muz. Z. Raj, sł. T. Regnecki)

## Twórcy
źródło:.
- Janusz Nowotarski – saksofon, klarnet, śpiew
- Stanisław Orlita – banjo, gitara basowa, śpiew
- Janusz Wojsław – fortepian, śpiew
- Zbigniew Potoczek – perkusja, śpiew
- Marek Marecki – śpiew, tamburino
- Jerzy Dura – skrzypce, gitara basowa, śpiew
- Józef Romek – śpiew, klakson, cyja
- Zbigniew Raj – tuba, puzon, śpiew

oraz
- Manager: Karol Reinhard
- Reżyser nagrania: Wojciech Piętowski
- Operator dźwięku: H. Jastrzębska-Marciszewska
- Projekt graficzny: Marian Eile
- Foto:	Adam J. Koszycki